# Regstrup (stacja kolejowa)
Regstrup (duński: Regstrup Station) – stacja kolejowa w miejscowości Regstrup, w regionie Zelandia, w Danii. Znajduje się na Nordvestbanen. 
Jest obsługiwana i zarządzana przez Danske Statsbaner.

## Linie kolejowe
- Nordvestbanen